# Аквапарк Татраландія

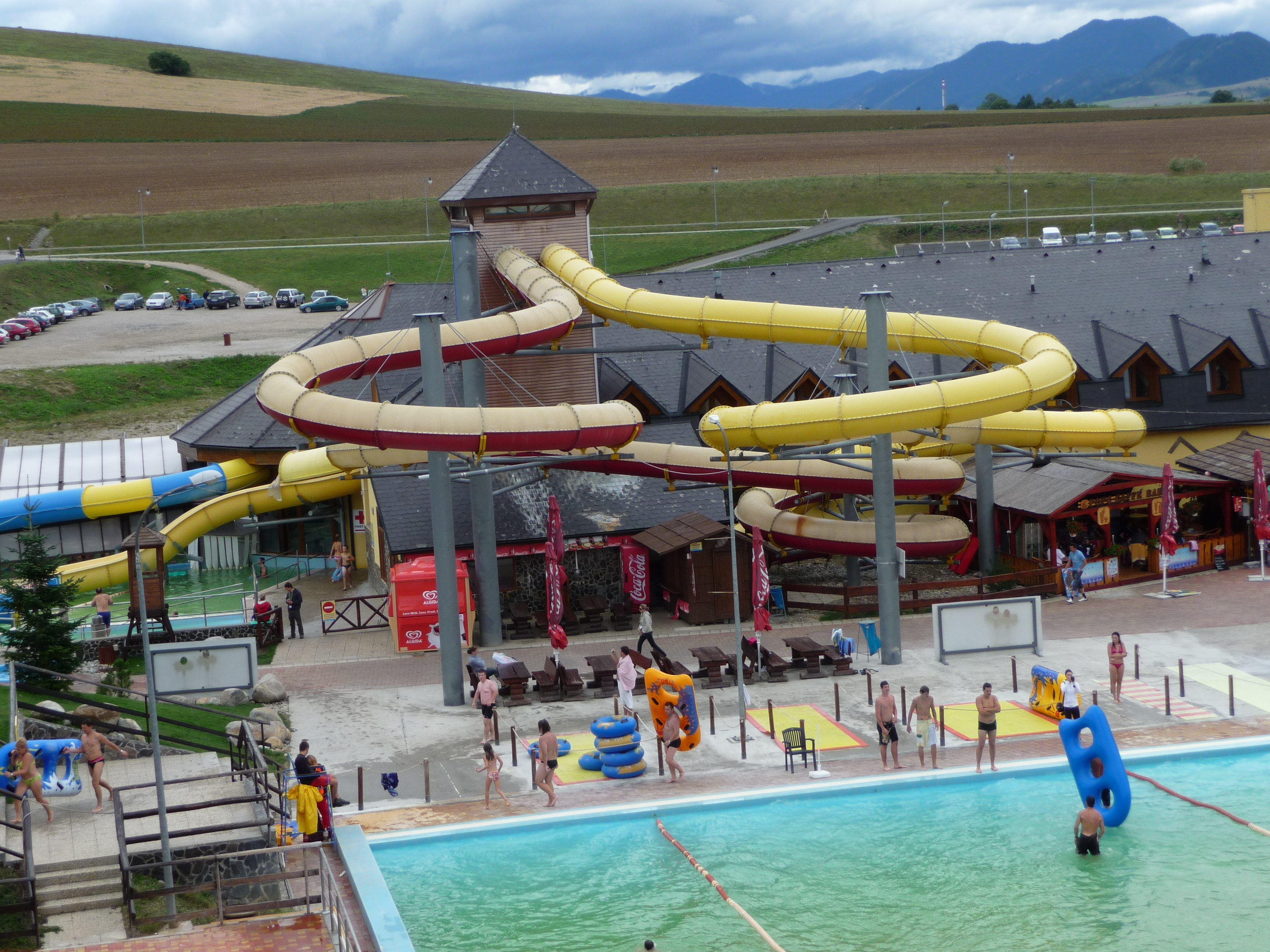
Аквапарк Татраландія

49°6′21.6″ пн. ш. 19°34′13.5″ сх. д. / 49.106000° пн. ш. 19.570417° сх. д.
Аквапарк Татраландія (словац. Aquapark Tatralandia) — найбільший аквапарк у Словаччині і один із найбільших у Центральній Європі. Знаходиться за 2 кілометри на північний-захід від центру Ліптовського Мікулашу, на північному березі водосховища Ліптовська Мара. Побудований на термальному джерелі, з якого б'є вода з глибини понад 2,5 кілометри з постійною температурою 60,7 градусів Цельсія.
На території аквапарку є 14 басейнів, 9 з них працюють цілорічно, три з яких — повністю критих. Температура води в басейнах різна, максимум до 38 градусів Цельсія. У А.Т. є 28 водних гірок, 5 з яких працюють цілорічно. Також в комплексі А.Т. є такі атракціони:
- Кельтські сауни Tatra-Therm-Vital;
- Велнес процедури Wellness Paradise;
- Критий тропічний комплекс Острів Карибських Піратів;
- Summer City з літніми атракціонами (водний футбол, голуба лагуна, мінітарзанія та інші).

На території аквапарку також знаходиться готельний комплекс «Holiday Village Tatralandia» на 155 номерів, загалом на 700 місць. Номера виконані у різних тематичних стилях, наприклад: Скаутський табір, У винаря, Романтична ніч тощо. Також у комплексі є тематичні ресторани: У Друїда, У Кельта, У Пірата; мінімаркет, боулінг, дитячий куточок, 3D симулятор гольфу, 5D кінотеатр, оренда спортивних товарів тощо. Поруч із А.Т. розташовані мультифункціональна спортивна арена «Ліптов Арена» та вестернове містечко «Сіклав Млин», виконане в стилі міста на Дикому Заході.

## Історія
2003
Перший камінь Аквапарку закладено 14 листопада 2002 року, а відкрито Татраландію 5 липня 2003 року. Відтоді за Аквапарком закріпилась слава найкращого центру водного відпочинку та розваг у Словаччині, котрий вподобали туристи з Польщі та Словаччини. Вже за півроку у рейтингу найбільшвідвідуваних туристичних об'єктів у Словаччині А.Т. посів 5 місце.
2004
Розпочато будівництво кельтських саун Tatra-Therm-Vital, 3 нових басейнів, 9 водних гірок. Це дало змогу збільшити кількість відвідувачів у літній сезон з 2500 до 4000 чоловік. У рейтингу найбільшвідвідуваних туристичних об'єктів у Словаччині А.Т. посів перше місце. За рік аквапарк відвідало близько 550 тис.чол.
2005
Від 16 липня 2005 року відкрило двері для відвідувачів вестернове містечко Сіклав Млин. За рік аквапарк відвідало близько 570 тис.чол.
2006
Асоціація купалень та басейнів Словаччини (AKUBAS) нагородила Татраландію найвищою оцінкою серед усіх об'єктів Словаччини – сертифікатом якості на 5 зірок. Близькість розташування комплексу до польських границь вивела Аквапарк на перше місце у рейтингу найбільшвідвідуваних польськими туристами об'єктів у Словаччині. Цьому зокрема сприяло відкриття нового атракціону – Bubble City - комплексу водних гірок, на яких можна спускатись вдвох, чи навіть утрьох на надувних кільцях. В тому ж році було відкрито парк Adventure Castle.
2007
У кінці квітна було відкрито новий тропічний комплекс Острів Карибських Піратів, відкрито зону Плм Біч з Релакс баром. Відрито також Wellness Paradise, де можна отримати масаж та інші процедури. Влітку відкрито родинну рахтінгову гірку, а також адреналінову гірку - зі світловими та музичними ефектами.
2008
Новинками року стали 4 цілорічні гірки, крокодилові перешкоди та Гавайський Бар. У Holiday Village відкрито доступ до Wi Fi.
2009
На початку року відкрито новий рафтінговий атракціон TORNADO - єдиний у Центральній та Східній Європі. Готель Holiday Village Tatralandia привітав своїх гостей новими просторими рецепціями та  конгрес-залом на 420 осіб, рестораном У Фурмана та боулінговим залом. Поряд з Аквапарком відкрито Ліптов Арену - мультифункціональний спортивний зал для заходів спортивних, культурних та дипломатичних.
2010
Відкрито новий атракціон — світлова рампа BOOMERANG RAFT RAMP (єдина у своєму роді в Європі), а також 3D гольф-симулятор
2013
У січні 2013 року розпочав роботу атракціон TROPICAL PARADISE (тропічний рай), він має чотири морські басейни з чистою водою, у середині його знаходиться бар Барбадос, жвава тропічна флора, піратський парусник і басейн для скарбів. Температура води 30 ° C. 
2016
Запуск серфінгового тренажера-симулятора Surf Waves Tatralandia.
2018
Влітку 2018 року відкрилися дві нових водних гірки: адреналінова DELPHIN і для родинна - 4FAMILY. Вони мають сучасний ліфт для плотів.

## Загальні дані
Площа комплексу «Tatralandia Holiday Resort» (Аквапарк Татраландія та готель «Holiday Village Tatralandia») — 14 гектарів, з них сам аквапарк займає 7 гектарів.
Кількість відвідувачів у літній сезон — приблизно 5000 осіб на добу, у зимовий — 1000 осіб. Вмістимість готелю «Holiday Village Tatralandia» — 700 осіб у 155 номерах.
Аквапарк Татраландія відкритий для відвідувачів залежно від дня тижня до 20.00 або 21.00.
Квитки для проходу в аквапарк краще придбати заздалегідь, за допомогою онлайн-сервісу на web-сторінці аквапарку або встановивши спеціальну програму для смартфону. Така завбачливість надасть можливість отримати певну знижку. Також пільгову знижку на квиток мають діти до 12 років та люди у віці 60 років і більше. Для решти станом на 20 травня 2019 р. квиток на один день для відвідування усіх басейнів та саун (на три години) коштував 34 євро, якщо його придбати максимум за 2 дні, 32 євро - за  3 дні і більше. У день відвідування вартість квитка зростає до 36 євро. Більш дешевим похід на цілий день до аквапарку буде, якщо обмежитися відвідуванням тільки басейнів. Тарифним планом також передбачена можливість оглядового відвідування тривалістю одну годину або 20 хвилин. Крім того, існує можливість придбати сезонну картку.

## Проїзд
З автостанції Ліптовського Мікулаша до аквапарку Татраландія у липні та серпні можна дістатися автобусом громадського транспорту 13-ї лінії. В інші місяці єдиним транспортом є автобуси приміського сполучення, що курсують до селища Ліптовська Анна, проїзд від автостанції коштує 70 євроцентів. Автобусна станція Ліптовського Мікулаша розташована у безпосередній близькості від залізничного вокзалу на вулиці Штефанікова. Вона розділена на два посадкові острови з 16 посадковими пунктами та двома внутрішніми станціями.
У робочі дні, коли аквапарк працює до 20.00, для повернення до Ліптовського Мікулаша розкладом передбачено лише рейс приміського автобусу о 21.10, що досить незручно й спонукає до використання таксі.

## Галерея

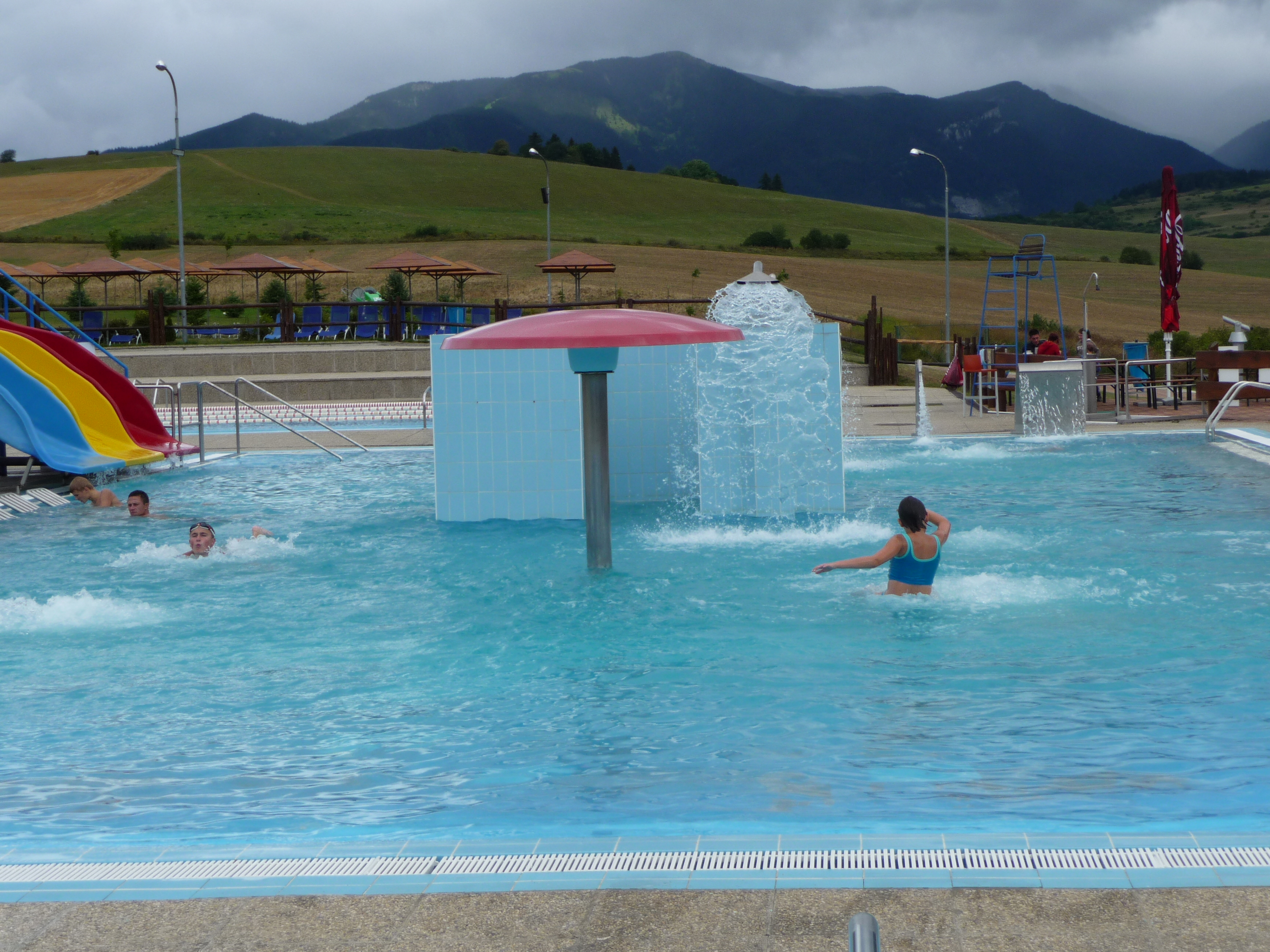
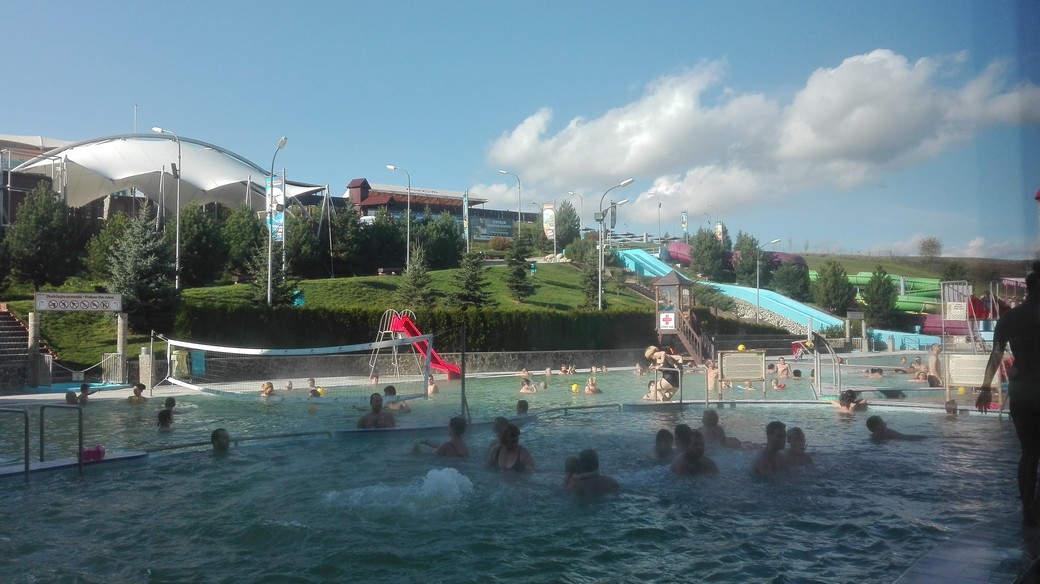
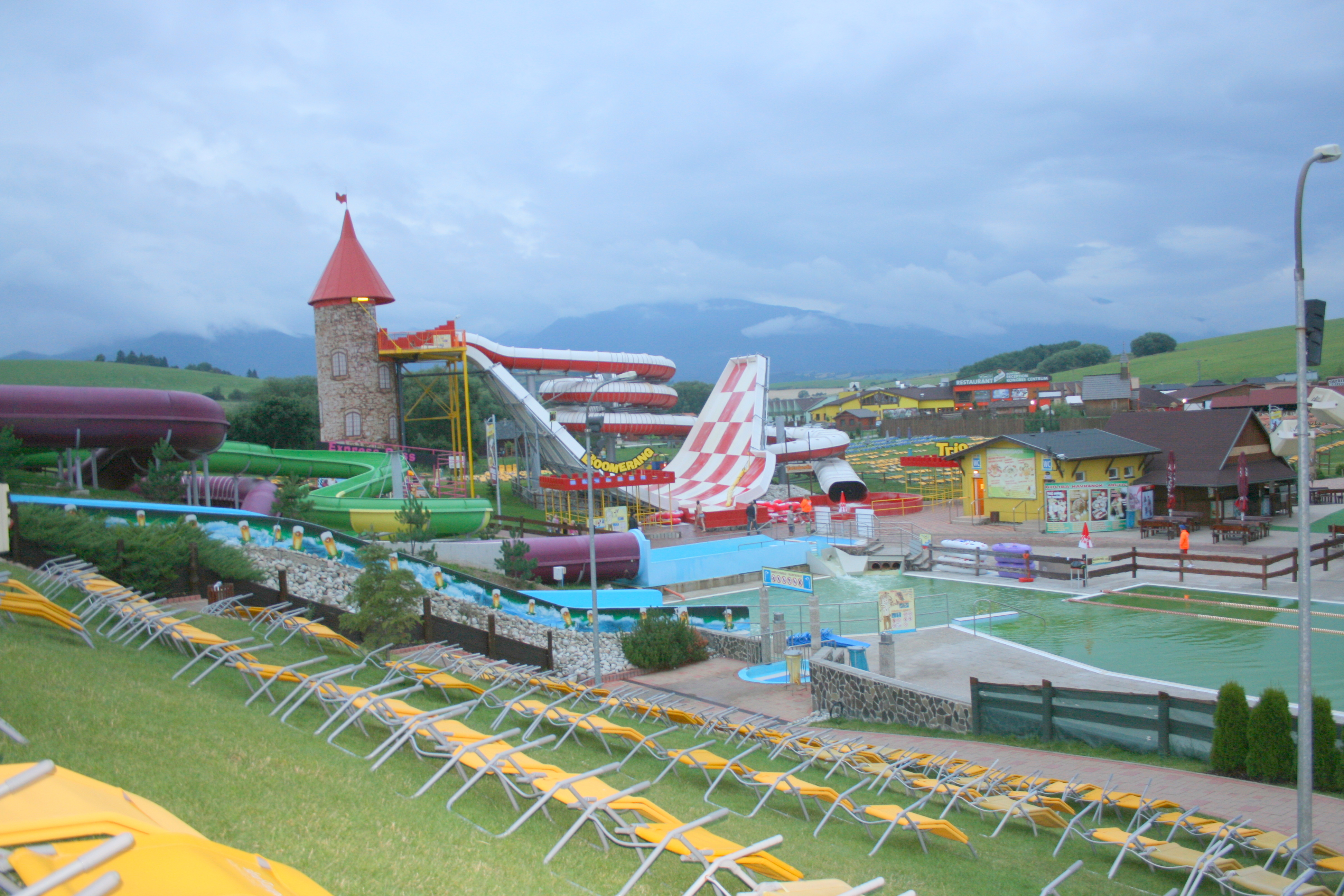
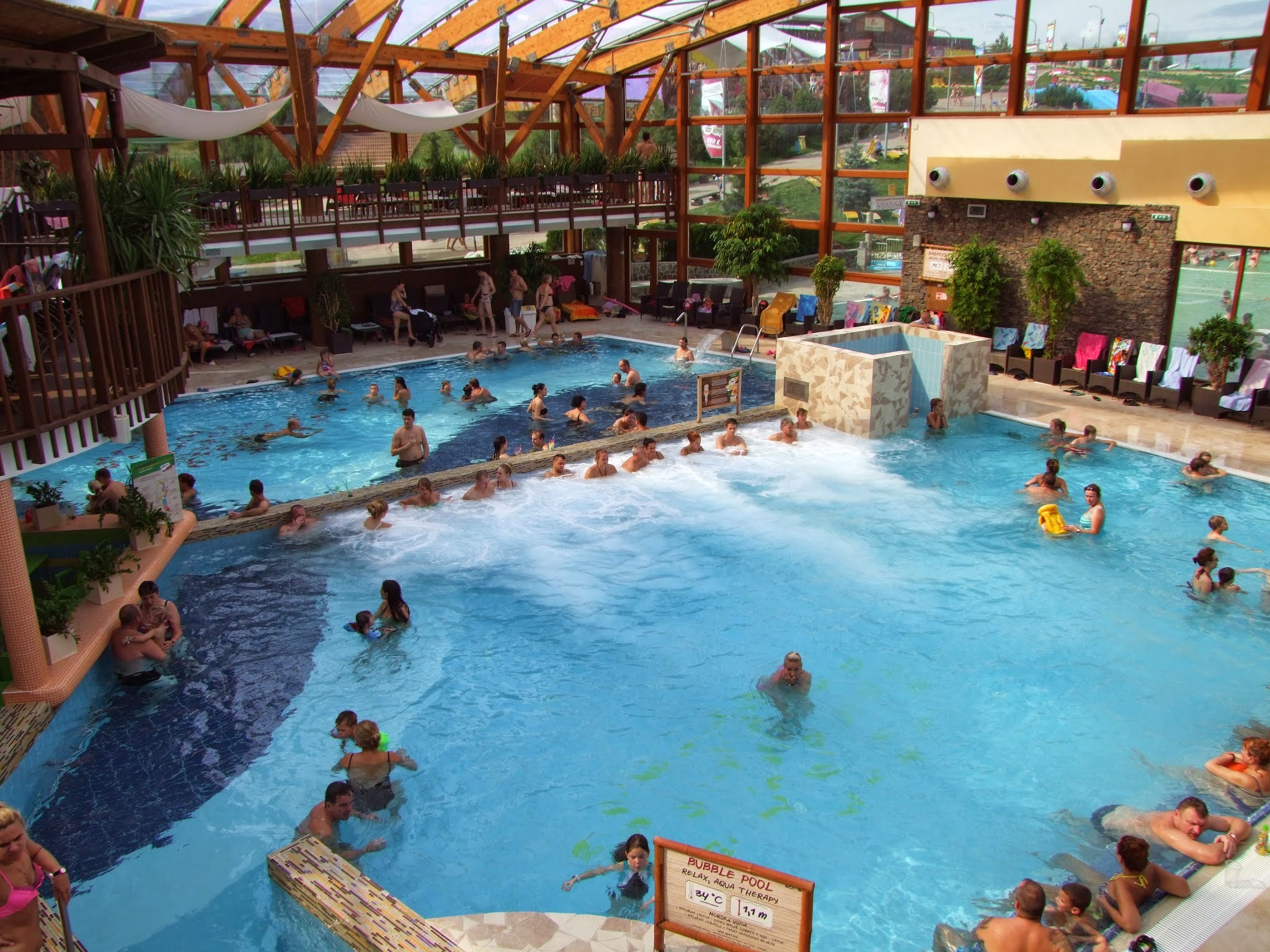
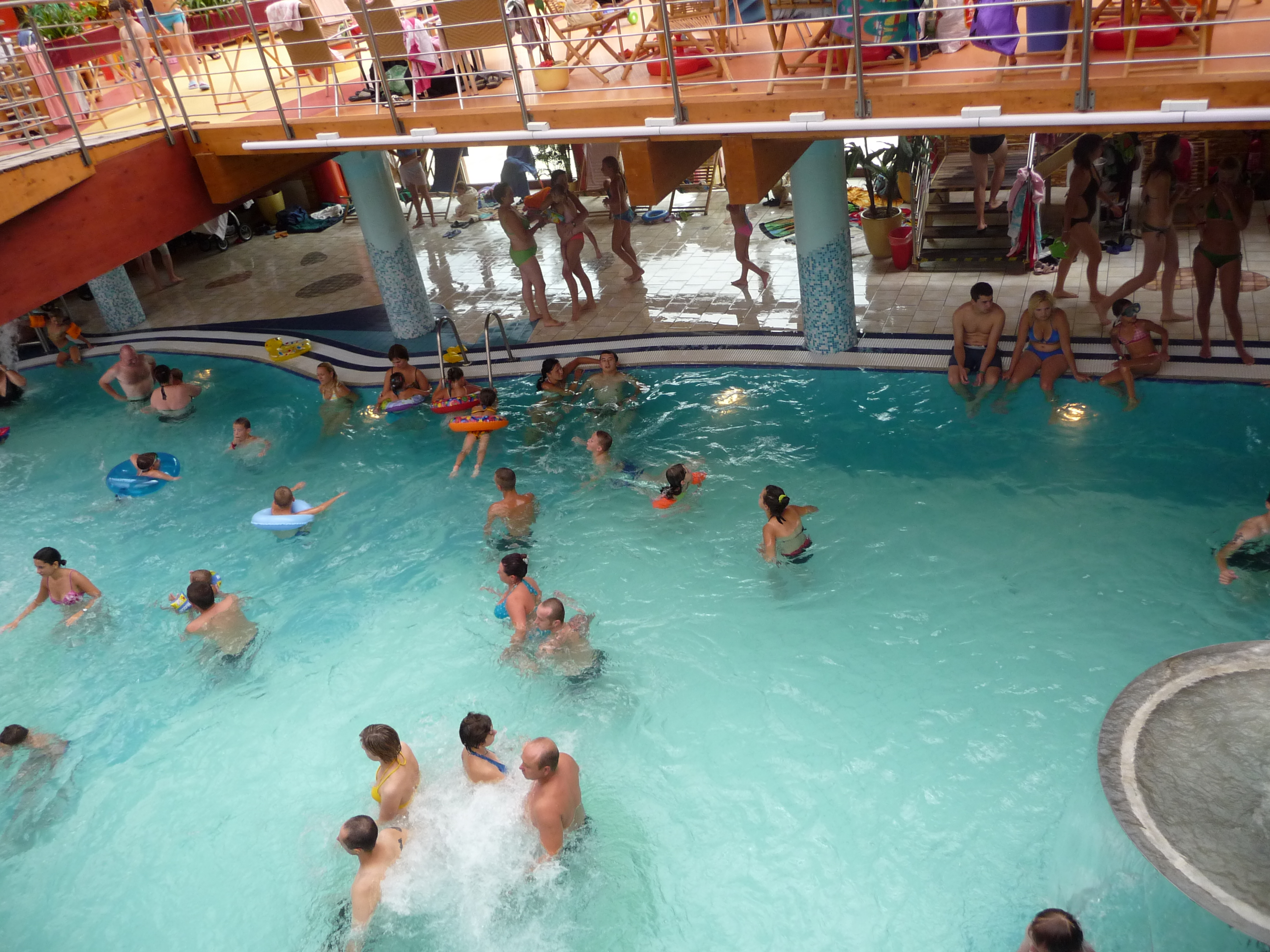
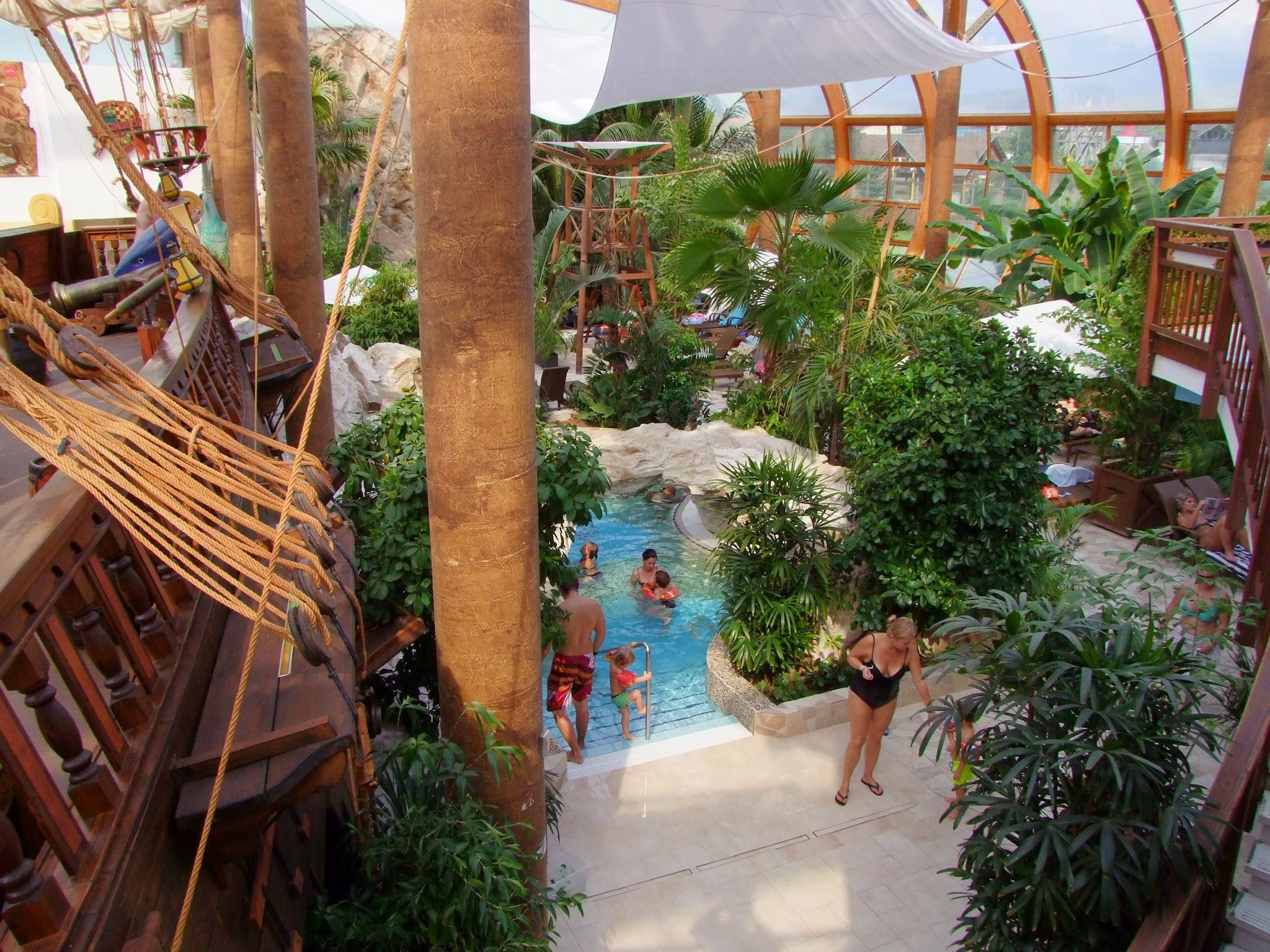
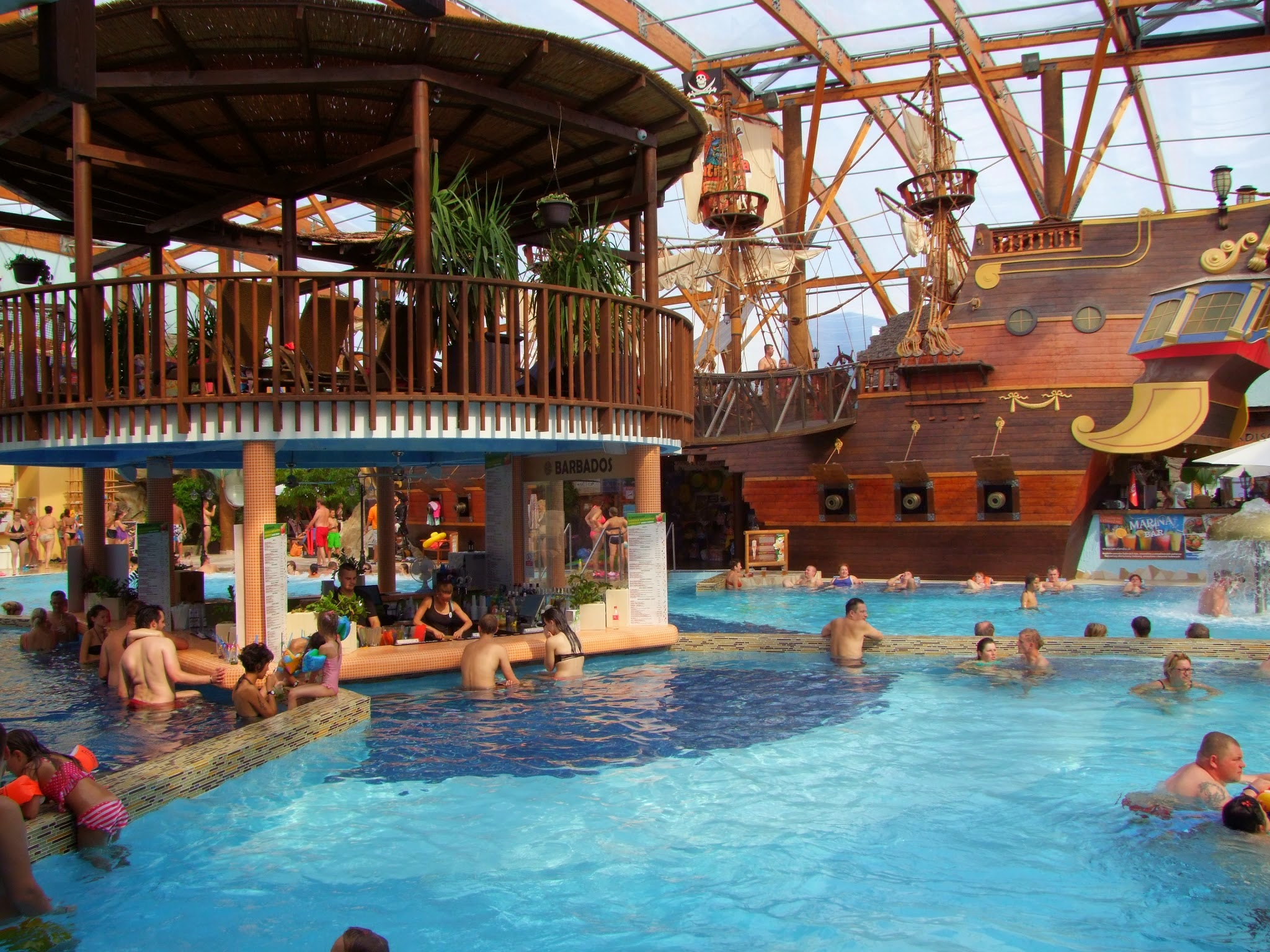
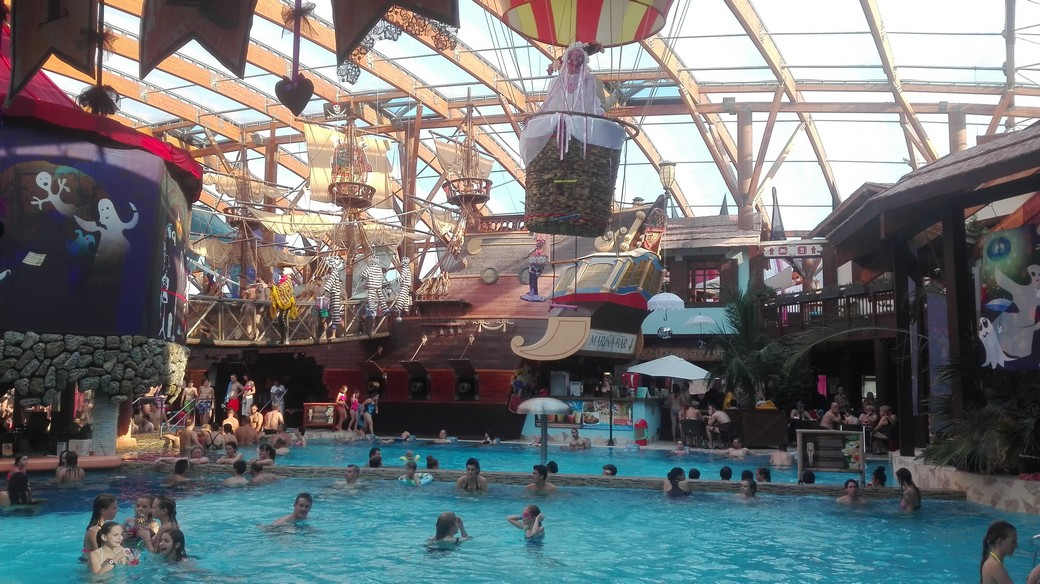
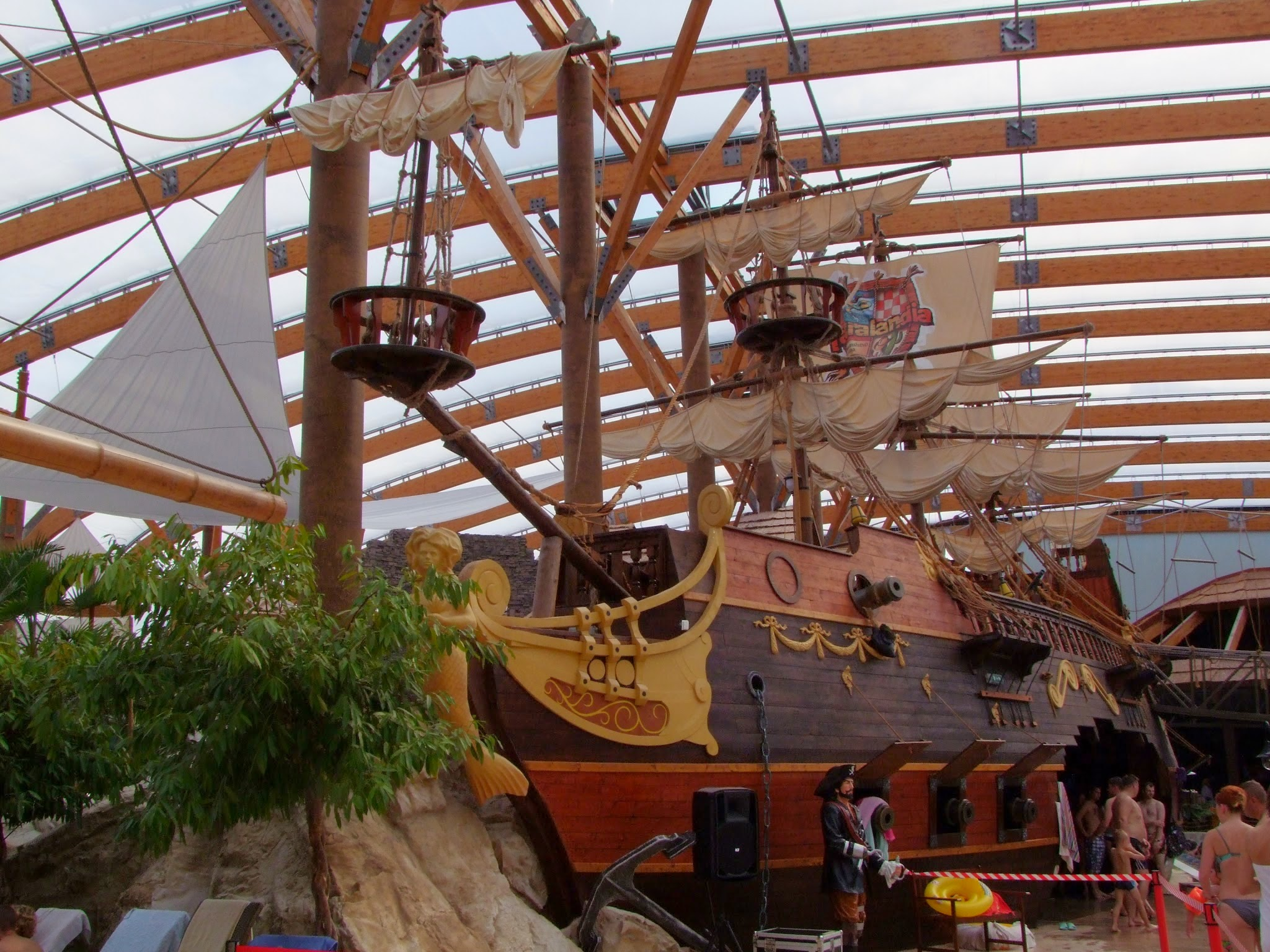